# Propionzuur
Propionzuur (systematische naam: propaanzuur) is een carbonzuur met als brutoformule C3H6O2. De stof komt voor als een kleurloze vloeistof met een onaangename geur.

## Geschiedenis
Propionzuur werd voor het eerst beschreven in 1844 door Johann Gottlieb als restproduct bij de afbraak van suiker. In de jaren erna werd propionzuur door verschillende scheikundigen telkens op een andere manier gemaakt, zonder dat ze doorhadden dat het om dezelfde stof ging.
In 1847 ontdekte Jean-Baptiste Dumas dat al deze nieuwe stoffen dezelfde waren en noemde de stof propionzuur naar het Griekse protos (eerste) en pion (vet), omdat het het kleinste carbonzuur was dat een aantal eigenschappen van een vet combineerde. Zo vormt het een schuimende zeep met kaliumhydroxide en laat het een vetlaagje achter op zout water. Propionzuur werd vroeger ook wel ethaancarbonzuur genoemd.

## Voorkomen
Propionzuur komt voor in sommige etherische oliën, zweet en veel harde kaassoorten. De gaten in sommige kaassoorten worden veroorzaakt door bacteriën die koolstofdioxide en propionzuur maken.

## Synthese
In vetten en olie ontstaat het in het afbraakproces. Langere vetzuren worden door enzymen of oxidatie in kleinere moleculen geknipt, waarbij propionzuur als tussenstap ontstaat.
Voor industrieel gebruik wordt propionzuur bereid door oxidatie van propanal met zuurstofgas. Dit gebeurt bij een temperatuur van 40 à 50 °C met kobalt- of mangaanzouten als katalysator.
{\displaystyle {\ce {2C2H5CHO + O2 -> 2C2H5COOH}}}

## Toepassingen
Zuiver propionzuur en zijn zouten (propionaten) worden gebruikt als conserveermiddel in levensmiddelen:
- E280 - Propionzuur
- E281 - Natriumpropionaat
- E282 - Calciumpropionaat
- E283 - Kaliumpropionaat

Esters van propionzuur worden gebruikt als geurstof, smaakstof en als oplosmiddel.
Verder is propionzuur een belangrijke uitgangsstof voor de synthese van vele andere verbindingen, waaronder geneesmiddelen en bestrijdingsmiddelen.